# Chapelloise
Die Chapelloise ist ein traditioneller Volkstanz mit Partnerwechsel (sogenannter Mixer), der zum Standardrepertoire im Bal Folk gehört.

## Ursprung
Der französische Name, unter dem dieser Tanz auch in Deutschland bekannt ist, wird auf den Ort Chapelle-des-Bois zurückgeführt. Wie Guilcher 1998 berichtet, soll dort in den 1970er Jahren dieser Tanz von André Dufresne unterrichtet worden sein, und da sich dieser nicht mehr an den ursprünglichen Namen des Tanzes erinnern konnte, wurde der Tanz nach dem Veranstaltungsort bei Lausanne benannt.
Vielfach wird behauptet, dieser Tanz, der in Frankreich zuerst in den 1930er Jahren von der Britin Alick-Maud Pledge eingeführt wurde, sei schwedischen Ursprungs oder hieße im Original „Aleman's marsj“ (so von einigen Autoren, die zuerst den Versuch gestartet haben, der Frage der Herkunft des Tanzes nachzugehen wie z. B. Guilcher 1998, Oosterveen 2002, und ihnen nachfolgend wie Largeaud 2011). Jedoch ist die Schreibweise „marsj“ nicht schwedisch, sondern norwegisch und der Tanz wird sowohl in schwedischen als auch in dänischen als auch in norwegischen Tanzsammlungen stets als „All American Promenade“ geführt; ein Name, den auch Oosterveen 2002 nennt und eine skandinavische Herkunft erwähnt.
Sowohl dieser Titel, als auch die Ähnlichkeit der Figuren dieses Tanzes mit anderen britischen/amerikanischen Mixern, als auch die Unähnlichkeit mit den in Schweden üblichen Volkstänzen lassen eine nicht schwedische Provenienz des Tanzes vermuten. Wobei man auch vermuten kann, dass die Mode der partnerwechselnden Figurentänze im bürgerlichen Tanzmilieu Skandinaviens (Schwedens?) mit dieser Choreographie einen Beleg haben könnte. Der Hinweis darauf, dass die Schreibweise „marsj“ nicht schwedisch ist, erscheint hier am plausibelsten.
Weitere Belege zur Frage der Herkunft und zur Namensgebung: In Dänemark wird der Tanz gelegentlich auch als „Gärdeby Gånglåt“ bezeichnet, da er häufig zur Marschmelodie desselben Namens getanzt wird, die von Anders Olsson (1865–1952) komponiert wurde.
Die norwegische Volkstanzsammlerin Hulda Garborg (1862–1934) soll den Tanz in den USA kennengelernt haben, jedoch taucht die Tanzbeschreibung in norwegischer Tanzliteratur erst viel später auf.
In Belgien wird derselbe Volkstanz „Aapje“ genannt (eine Abkürzung für „All American Promenade“), oder auch einfach nur „Jig“ bzw. „Gigue“ nach der zum Tanz gespielten Musik. In deutschen Tanzsammlungen kann der Tanz gleichfalls unter „All American Promenade“ gefunden werden.
Gelegentlich wird angeführt, der Tanz sei in den 1960er Jahren vom Amerikaner Jim Arkness choreographiert worden; in den USA wurde jedoch eine Beschreibung dieses Tanzes bereits 1953 publiziert. In England und Schottland gibt es einen ähnlichen Tanz namens „Gay Gordons“, der bereits 1907 erwähnt wurde, 1950 allen lokalen Tänzern in Aberdeen geläufig war und 1959 beschrieben wurde. Die ersten acht Takte dieses Tanzes sind mit der Chapelloise identisch, doch fehlt im „Gay Gordons“ der für die Chapelloise typische Partnerwechsel im B-Teil. So ist er auch als „Progressive Gay Gordons“ benannt worden. Man kann auch vermuten, dass diese Figuren für neue Choreographien eingesetzt und/oder variiert wurden und somit ein eigener Tanz entstand, der dem „Gay Gordons“ ähnlich ist, aber dennoch neu komponiert und neu benannt.
Es bleiben also weiterhin einige Fragen offen.

## Ausgangshaltung
Die Tänzer stehen paarweise, wobei die führende Person links steht. Das Paar hält sich einfach an der Hand. Die Unterarme zeigen waagrecht nach vorne.
Die Paare stehen wie einem Prozessionstanz hintereinander in einem großen Kreis und blicken entgegen dem Uhrzeigersinn.

## Tanzbeschreibung
Der Tanz besteht aus zwei, gleichlangen Teile mit jeweils 16 Schritten:

### Grundschritt
Das Paar geht 4 Schritte nach vorne. Auf dem letzten Schritte dreht sich das Paar und blickt am Ende des 4. Schritt in Uhrzeigersinn. Die Tänzer drehen sich so, dass sie sich während der Drehung anschauen können: Die führende Person (links im Paar) dreht sich im Uhrzeigersinn um 180°; die folgende Person dreht sich entgegen dem Uhrzeigersinn ebenfalls um 180°. Während der Drehung fasst sich das Paar an der anderen Hand und lässt die ursprüngliche Hand los. Am Ende der Drehung steht die führende Person rechts im Paar.
Das Paar läuft 4 Schritte rückwärts, weiterhin gegen den Uhrzeigersinn. Am Ende des 4. Schrittes bleibt das Paar stehen.
Das Paar blickt in Uhrzeigersinn und läuft 4 Schritte nach vorne. Auf dem 4. Schritt erfolgt obige Drehung in umgekehrte Richtung. Beide Personen drehen sich jeweils um 180° so, dass sie sich während der Drehung ansehen können. Die führende Person (jetzt rechts im Paar) dreht sich entgegen dem Uhrzeigersinn um 180° und steht dann wieder links im Paar. Die folgende Person dreht sich im Uhrzeigersinn um 180° und steht dann wieder rechts im Paar.
Das Paar läuft 4 Schritte rückwärts im Uhrzeigersinn auf der Kreisbahn.

### Figur und Partnerwechsel
- Das Paar hüpft aufeinander zu: Die führende Person (links im Paar) hüpft etwas nach rechts; die folgende Person (rechts im Paar) hüpft etwas nach links.
- Das Paar hüpft auf den ursprünglichen Platz zurück.
- Das Paar macht einen Platzwechsel: Die führende Person führt die folgende Person nach innen und bewegt sich selbst nach außen.
- Das Paar hüpft aufeinander zu (wie Schritt 1)
- Das Paar hüpft auf den ursprünglichen Platz zurück.
- Die führende Person (rechts im Paar) hebt die gemeinsame Hand über den Kopf und bildet dadurch ein Tor. Die führend Person führt die folgende Person durch dieses Tor nach hinten. Die führende Person bewegt sich selbst nach links vorne und nimmt die ihm entgegen kommende folgende Person des Paares vor ihm mit seiner rechten Hand in Empfang.

Am Ende steht die führende Person wieder links mit der folgenden Person aus dem Paar vor ihm.

## Variationen
Im aktuellen Bal Folk haben sich etliche Variationen bzw. Figuren entwickelt, so dass das Paar von obigen Schritten teils abweichen kann. Zentral bleibt die Bewegung mit 8 Schritten entgegen Uhrzeigersinn im großen Kreis. Anschließend wieder 8 Schritte zurück zur Ausgangsposition. Abschließend der Platzwechsel und Partnerwechsel.